# BloodRayne (франшиза)
BloodRayne — медиафраншиза, основанная на серии игр в жанре приключенческого экшена, изначально разрабатываемой компанией Terminal Reality и изданная Majesco Entertainment. Дебютировала в 2002 году с выпуском одноимённой игры для платформ PS2, Xbox, GameCube и Microsoft Windows.
В центре сюжета франшизы — Рейн, дампир, работающая на Общество Бримстоуна, тайное братство, которое защищает человечество от сверхъестественных угроз. Для франшизы были разработаны дополнительные материалы в виде экранизаций и комиксов.

## Создание
Серия BloodRayne, скорее всего, была создана под сильным влиянием игры Nocturne (1999), ранее разработанной всё той же Terminal Reality. Дампир Рейн похожа на одного из главных персонажей той игры — Светлану. Женщина так же, как и Рейн, является полувампиром и охотится на чудовищ. На ранних скриншотах бета-версии BloodRayne внешний вид и костюм Рейн были практически идентичны таковым у Светланы. Кроме того, некоторые враги из BloodRayne (такие как деймайты и летучие мыши — вампиры) первоначально появились в Nocturne. Финальный акт BloodRayne происходит в том же замке Гауштадт, что и первый акт Nocturne. Наконец, концепт общества «Бримстоун» очень напоминает организацию «Спукхаус» в Nocturne, а во вступительном ролике BloodRayne голос агенту общества «Бримстоун» подарил Линн Мэтис, также озвучивший Стрейнджера — протагониста Nocturne. Возможно, и Рейн, и Светлана были вдохновлены Дарем Ред — героиней в британском журнале комиксов 2000 AD, но сами представители Terminal Reality в форумных обсуждениях на сайте bloodrayne.co.uk это отрицали. Так, один из разработчиков BloodRayne Джо Уампоул высказал следующее:

«Дарем Ред выглядит круто, но мы о ней никогда и не слышали. То, что они с Бладрейн так похожи, — не более чем совпадение. Символ на волосах [Ред] похожий, но он больше напоминает мишень, в то время как у Рейн — смахивает на символ Принса. А ещё, судя по всему, Дарем находится в каком-то альтернативном супер-сай-фай-будущем. По-моему, это просто естественно — одеть вампирскую цыпу в чёрную кожу, а волосы у неё пусть будут чёрные или красные».

## Игры

### Games
| 2002 | BloodRayne                 |
| 2003 |                            |
| 2004 | BloodRayne 2               |
| 2005 |                            |
| 2006 |                            |
| 2007 |                            |
| 2008 |                            |
| 2009 |                            |
| 2010 |                            |
| 2011 | Betrayal                   |
| 2012 |                            |
| 2013 |                            |
| 2014 |                            |
| 2015 |                            |
| 2016 |                            |
| 2017 |                            |
| 2018 |                            |
| 2019 |                            |
| 2020 | BloodRayne: Terminal Cut   |
| 2020 | BloodRayne 2: Terminal Cut |
| 2021 | Betrayal - Fresh Bites     |
| 2021 | BloodRayne: ReVamped       |
| 2021 | BloodRayne 2: ReVamped     |

### BloodRayne(2002)
Действие игры происходит в 1933 и 1938 годах, незадолго до Второй мировой войны. Являясь агентом общества «Бримстоун», Рейн отправляется в различные места (небольшой болотный город в Луизиане, секретную базу нацистской Германии в Аргентине и древний замок в Германии), чтобы сражаться со сверхъестественными существами, а также с нацистской армией.

### BloodRayne 2(2004)
По сюжету BloodRayne 2 Рейн противостоит своему отцу, королю вампиров Кейгану (the King of Vampire, Kagan). Отказавшись от удовольствия самолично его убить, последние 60—70 лет после войны Рейн провела, разыскивая и уничтожая других отпрысков Кейгана. Они, её сводные братья и сёстры, объединились в группу под названием «Культ Кейгана» (the Cult of Kagan) и создали «Саван» (The Shroud). Это таинственная материя, которая способна обезопасить вампиров от смертельных для них солнечных лучей, позволяя им средь бела дня разгуливать на поверхности; под её влиянием природа обращается в своё кошмарное извращение (деревья чуть ли не сразу гибнут, трава начинает гореть, трупы — дёргаться). Культ обязуется вернуть эру превосходства вампиров, продолжив дело Кейгана.

### BloodRayne: Betrayal(2011)
BloodRayne: Betrayal — загружаемая игра. В отличие от предыдущих игр серии, это сайд-скроллер. Выпущена 7 сентября 2011 года для Xbox Live, 6 сентября 2011 года для PlayStation Network и 30 апреля 2014 года для Microsoft Windows.

### Отменённые игры
- BloodRayne для PlayStation Portable — издатель Majesco Entertainment сообщал о планах выпустить игру про Рейн для PSP. Подробностей было мало, за исключением того, что это должно было состояться вскоре после выпуска BloodRayne 2 и в игре был предусмотрен кооперативный режим для двух игроков, которого ранее в серии не встречалось. Игра должна была охватить неизвестный отрезок жизни Рейн, вернуть некоторых старых персонажей (Минс, Кейган, Батори Менгеле и т. д.) и разработать новых. Однако финансовые трудности вынудили Majesco отменить выпуск данной игры.
- BloodRayne: The Shroud — игра, разрабатывавшаяся для Nintendo 3DS[5]. Свернуть её разработку вынудили низкие продажи BloodRayne: Betrayal[6].

## Фильмы

### Бладрейн (2006)
«Бладрейн» — приключенческий фильм, вышедший 6 января 2006 года. В главных ролях — Кристанна Локен (Рейн) и Бен Кингсли (Кейган). События фильма берут начало в 1800-х годах и показывают, как Рейн пытается остановить гнусные планы своего отца Кейгана, который стремится уничтожить человечество.
Режиссёром картины, как и её продолжений, выступил Уве Болл, ранее снявший экранизации и других компьютерных игр (разгромленные критиками «Дом мёртвых» и «Один в темноте»). Фильм получил отрицательные отзывы и, по консенсусу критиков Rotten Tomatoes, был провозглашён «абсурдной фэнтези-адаптацией компьютерной игры от трэш-маэстро Уве Болла, при участии выдающегося (и бедного) актёрского состава».

### Бладрейн 2: Освобождение (2007)
«Бладрейн 2: Освобождение» — фильм, вышедший в 2007 году сразу на видеоносителях. В роли Рейн — Натасия Мальте. Также в фильме снялись Майкл Паре в роли Пэта Гаррета и Зак Уорд в роли Билли Кида.

### Бладрейн: Третий рейх (2010)
«Бладрейн: Третий рейх» — фильм, вышедший в 2010 году в обход кинотеатров. В роли Рейн — Натасия Мальте. В картине показано, как Рейн сражается с нацистами во времена Второй мировой войны, но прямой адаптацией оригинальной BloodRayne фильм не является. В 2011 году от самого же Уве Болла на фильм была выпущена покадровая пародия под названием Blubberella.